# Constanța Crăciun
Constanța Crăciun, née le 16 février 1914 à Constanța et morte en 2002, est une femme politique roumain, membre du Parti communiste roumain (PCR).
Membre du comité central du PCR de 1945 à 1969 et de 1972 à 1975, elle est ministre de la Culture de 1953 à 1957, puis de nouveau entre 1962 et 1965, avant de devenir vice-présidente du Conseil d'État de 1965 à 1969.